# Anna Mozart
Anna Maria Walburga Mozart (Sankt Gilgen, 25 december 1720 - Parijs, 3 juli 1778) was de moeder van Wolfgang Amadeus Mozart en Maria Anna Mozart. Anna Maria Mozart was de dochter van Wolfgang Nicolaus Pertl (1667-1724) en Eva Rosina Barbara (Euphrosina), geboren Altmann (1681-1755). De vader, afgestudeerd in de rechten aan de universiteit van Salzburg, was ambtenaar. Hij was ook een getalenteerde muzikant. Na een ernstige ziekte in 1714 moest hij zijn carrière veranderen in een slecht betaalde baan als assistent-curator van het kasteel van Hüttenstein en kreeg hij aan het einde van zijn leven zware schulden. Na zijn dood werd het landgoed geliquideerd en leefde zijn overlevende familie slecht. Ze verhuisden naar Salzburg, waar Anna Maria in 1747 met Leopold Mozart trouwde. Het echtpaar betrok een verdieping aan de Getreidegasse 9 in de kruidengroothandel Johann Lorenz Hagenauer's woongebouw. Dit was een goede vriend van Leopold Mozart. Het echtpaar kreeg zeven kinderen, van wie er slechts twee de kinderleeftijd overleefden, Maria Anna, genaamd Nannerl, geboren in 1751, en Wolfgang Amadeus, geboren in 1756. Beide overlevende kinderen werden beroemd. Anna Maria nam deel aan de reizen van de familie Mozart met haar kleinkinderen naar Wenen 1762-63, rond Europa 1763-66 en 1767-69 opnieuw naar Wenen. Later vergezelde ze Wolfgang Amadeus in 1778 naar Augsburg, Mannheim en Parijs. In Parijs werd ze ziek en stierf aan een niet-gediagnosticeerde ziekte. In 1983 werd in haar geboortestad Sankt Gilgen een gedenkteken voor Anna Maria Mozart opgericht.

- Bibliothèque nationale de France: cb12206056v (data)
- Gemeinsame Normdatei: 119285428
- International Standard Name Identifier: 0000 0000 4204 5152
- KulturNav: 651db370-cded-4930-9c5e-add0a9c5db93
- Library of Congress Control Number: n92074129
- Nationale Bibliotheek van Israël: 987007409302905171
- SNAC: w6d53mfp
- Virtual International Authority File: 68977857
- WorldCat: E39PBJy8tGt6DVmTTt3BcBvfv3